# Felicia Țilea-Moldovan
Felicia Țilea-Moldovan (ur. 29 września 1967 w Măgura Ilvei, zm. 3 marca 2025 w Pontevedra) – rumuńska lekkoatletka specjalizująca się w rzucie oszczepem.
Czterokrotnie reprezentowała Rumunię na igrzyskach olimpijskich – Atlanta 1996, Sydney 2000, Ateny 2004 oraz Pekin 2008. Siedem razy brała udział w mistrzostwach świata (w latach 1993–2007). W roku 1995 została wicemistrzynią świata. Brązowa medalistka mistrzostw Europy (1994). Mistrzyni uniwersjady, która w 1995 roku odbyła się w Fukuoce. Ośmiokrotna mistrzyni Rumunii. Rekordy życiowe: nowy model oszczepu – 63,89 (16 sierpnia 2002, Zurych); stary model – 69,26 (1996, rekord Rumunii).

## Osiągnięcia
| Rok  | Impreza                        | Miejsce    | Lokata            | Wynik               |
| ---- | ------------------------------ | ---------- | ----------------- | ------------------- |
| 1993 | Superliga pucharu Europy       | Rzym       | 1. miejsce        | 62,68               |
| 1993 | Mistrzostwa świata             | Stuttgart  | 8. miejsce        | 61,24 (el. – 62,90) |
| 1994 | Superliga pucharu Europy       | Birmingham | 3. miejsce        | 63,88               |
| 1994 | Mistrzostwa Europy             | Helsinki   | 3. miejsce        | 64,34               |
| 1994 | Finał Grand Prix IAAF          | Paryż      | 4. miejsce        | 65,34               |
| 1995 | Mistrzostwa świata             | Göteborg   | 2. miejsce        | 65,22               |
| 1995 | Uniwersjada                    | Fukuoka    | 1. miejsce        | 62,16               |
| 1996 | I liga pucharu Europy          | Bergen     | 1. miejsce        | 69,26               |
| 1996 | Igrzyska olimpijskie           | Atlanta    | 10. miejsce       | 59,94 (el. – 66,94) |
| 1997 | Superliga pucharu Europy       | Monachium  | 2. miejsce        | 64,98               |
| 1997 | Mistrzostwa świata             | Ateny      | 5. miejsce        | 64,90               |
| 1998 | Finał Grand Prix IAAF          | Moskwa     | 7. miejsce        | 62,52               |
| 1999 | Mistrzostwa świata             | Sewilla    | 11. miejsce       | 59,24 (el. – 60,11) |
| 2000 | Igrzyska olimpijskie           | Sydney     | el. – 15. miejsce | 58,75               |
| 2001 | Mistrzostwa świata             | Edmonton   | el. – 16. miejsce | 56,61               |
| 2002 | Superliga pucharu Europy       | Annecy     | 2. miejsce        | 61,59               |
| 2002 | Mistrzostwa Europy             | Monachium  | 9. miejsce        | 58,88               |
| 2002 | Finał Grand Prix IAAF          | Paryż      | 5. miejsce        | 60,97               |
| 2004 | Igrzyska olimpijskie           | Ateny      | 11. miejsce       | 59,72 (el. – 62,05) |
| 2004 | Światowy finał lekkoatletyczny | Monako     | 6. miejsce        | 59,59               |
| 2005 | Superliga pucharu Europy       | Florencja  | 5. miejsce        | 58,34               |
| 2005 | Mistrzostwa świata             | Helsinki   | el. – 23. miejsce | 54.68               |
| 2006 | Superliga pucharu Europy       | Malaga     | 2. miejsce        | 60,49               |
| 2006 | Mistrzostwa Europy             | Göteborg   | el. – 9. miejsce  | 57,21               |
| 2006 | Światowy finał lekkoatletyczny | Stuttgart  | 8. miejsce        | 55,69               |
| 2007 | Mistrzostwa świata             | Osaka      | 11. miejsce       | 55,71 (el. – 60,07) |
| 2008 | Zimowy puchar Europy           | Split      | 3. miejsce        | 59,33               |
| 2008 | Igrzyska olimpijskie           | Pekin      | 12. miejsce       | 53,04 (el. – 60,81) |
| 2010 | Mistrzostwa Europy             | Barcelona  | el. – 18. miejsce | 46,51               |